# Weisshorn
Weisshorn a Pennini-Alpok egyik magas hegye Svájcban.
A Weisshorn (4506 m) az egyik legmagasabb hegy az Alpokban, közel 30 méterrel magasabb a Matterhornnál.
Először 1861-ben mászták meg.

## Geográfia
A Weisshorn a svájci Wallis kantonban van, közel 25 km-re a Rhône folyótól. A második legmagasabb olyan hegy az Alpokban, ami teljesen külön áll az Alpok fő vonulatától.
A hegység mindkét oldala a Rhône folyót táplálja.
A Wiesshorn piramis alakú. Az északi és a keleti nyúlvány között található a Bis-gleccser. A keleti és déli nyúlvány között található a Schali-gleccser. 
A nyugati oldalon egy gigantikus sziklás szakadék látható, melyhez számos gleccser kapcsolódik (Weisshorn-gleccser, Moming-gleccser, és a Tirtmann-gleccser). Kelet felé a Bishorn emelkedik ki